# Калининград (телерадиокомпания)
ГТРК «Калининград» — филиал ФГУП «Всероссийская государственная телерадиокомпания» в Калининградской области.

## Теле- и радиоканалы
- Россия-1 Калининград

(по будням 06:07, 06:35, 07:07, 07:35, с 08:00 до 08:30, с 08:34 до 08:56, в 13:30, 20:05, в субботу 07:00, 07:20, воскресенье 07:00)
- Россия-24 Калининград

(по будням 21:00, воскресенье в 12:00 и 19:30)
- Запад 24
- Радио России Калининград

(по будням 07:45 до 08:00, с 10:30 до 11:00, с 17:10 до 18:00, по выходным с 10:10 до 11:00)
- Радио Маяк Калининград

(по будням 07:50, 08:50, 09:50, 10:50, 11:50, 12:50, 13:50, 14:50, 15:50, 16:50, 17:50 и 18:50
- Вести FM Калининград

(ежедневно, 09:57, 12:57, 16:57)

## История
- 1947 год — начало регулярного радиовещания[1].
- 25 июня 1958 г. организована Калининградская студия телевидения, которая начала свою работу с 1 июля, а с 7 августа начаты регулярные телепередачи.[2]
- 2 августа 1958 г. в эфир вышла первая передача калининградского телевидения.
- 1960 год — на Центральном телевидении прошла прямая трансляция парада ДКБФ, организованная калининградским телевидением[1].
- В 1975 г. калининградское телевидение впервые начало готовить не только черно-белые, но и цветные передачи.[2]
- В 1982 г. калининградское телевидение начало осуществлять эфир на отдельном 6-м метровом канале[3], где в дальнейшем будет вещать в паре с телеканалом «Каскад».
- Приказом Министерства печати и информации от 5 февраля 1992 года была создана Государственная телерадиокомпания «Янтарь».
- В конце 1992 г. редакция радио получила три радиовещательных студии и 8 аппаратных в новом здании на берегу Нижнего озера, на улице Клинической, в современном телерадиокомплексе.
- 15 апреля 1998 г. на 27-й дециметровой частоте создаётся третий собственный телеканал телерадиокомпании «Янтарь», вещавший до 2004 года в паре с ТРК Дюны[4].
- 24 ноября 2006 г. завершился процесс реорганизации ГТРК «Янтарь». Компания стала филиалом ФГУП «ВГТРК» и была переименована в ГТРК «Калининград».
- 7 ноября 2019 г. ГТРК «Калининград» перешла на работу в формате HD.[5]
- 2 марта 2020 г. на базе ГТРК «Калининград» запущен телеканал «Запад 24».[6]

## Программы
- «Вести-Калининград» — главная информационная программа телерадиокомпании.
- «Утро России. Калининград» — утренние выпуски новостей на телеканале «Россия-1».
- «Местное время. Воскресенье»
- «Вести. Экономика» — новости калининградской экономики.
- «Вести. Право» — правовая калининградская программа.
- «Служу на Балтике-служу России»- программа о буднях армии и военных.
- «Наша безопасная дорога»
- «Угол зрения»
- «Действующие лица»
- «Город живёт»
- «Наследие»
- «Главный герой»
- «Парламентские вести»

## Архивные телепроекты
- «Пиши и читай» — поэтический телепроект ГТРК «Калининград» (с 15.07.2019 по 08.05.2020)
- «Понятная наука» (с 29.06.2019 по 21.03.2020)
- «Читай и помни»- поэтический телепроект ГТРК «Калининград» (с 03.03.2020 по 21.06.2020)
- «Планета океан» (с 08.12.2017 по 27.09.2020)